# حزب سافينا
حزب سافينا (السواحلية لـ«سفينة نوح») هو حزب سياسي في كينيا، أسسه عالم الحفريات البشرية والحفاظ على البيئة ريتشارد ليكي مع المحامي باول مويت.

## التاريخ
في مايو 1995، انضم ريتشارد ليكي إلى بعض المثقفين الكينيين في تأسيس حزب سياسي جديد، والذي يعني في اللغة السواحيلية «سفينة نوح». تعرض الحزب للمضايقات بشكل روتيني وحتى طلبه ليصبح حزبًا سياسيًا رسميًا لم تتم الموافقة عليه حتى عام 1997. في ذلك العام، جمدت المؤسسات المانحة الدولية مساعداتها لكينيا بسبب انتشار الفساد. لإرضاء المانحين، قام دانيال أراب موي بتعيين ليكي أمينًا لمجلس الوزراء ورئيسًا للخدمة المدنية في عام 1999. استمرت مهمة ليكي الثانية في الخدمة المدنية لمدة عامين. خسر المنصب الوزاري في عام 2001.

## السياسة
في الانتخابات التشريعية في 27 ديسمبر 2007، فاز الحزب بخمسة مقاعد من أصل 210.
زعيم الحزب هو بول مويت، وهو عضو سابق في البرلمان عن دائرة كابيت ومستشار بارز في نقابة المحامين الكينية. كان هو وزميله في الترشح، الدكتور شيم أوتشودو، منافسين على رئاسة كينيا في الانتخابات العامة الكينية لعام 2013.
أعلى هيئة سياسية في الحزب هو المجلس التنفيذي الوطني، الذي يجتمع مرتين في السنة. يتم انتخاب المجلس التنفيذي لمدة 4 سنوات من قبل مؤتمر المندوبين الوطنيين.